# 新豐田站
新豐田站（日语：／ Shin-toyota eki */?）是位於愛知縣豐田市小坂本町，愛知環狀鐵道的愛知環狀鐵道線車站。

## 歷史
- 1976年（昭和51年）4月26日 - 日本國有鐵道岡多線終點站啟用。當時設有地面車站大樓和只是純旅客車站。
- 1987年（昭和62年）4月1日：伴隨國鐵分割民營化，車站由東海旅客鐵道（JR東海）營運。
- 1988年（昭和63年）
  - 1月31日 - 岡多線由愛知環狀鐵道繼承[1]。同時此站至高藏寺站之間開通，此站成為中途站。
  - 11月22日 - 旅行社「愛環旅遊」於站前開幕[2]。
- 1989年（平成元年）度 - 上行月台月台長度由2卡延長至4卡[3]。
- 1990年（平成2年）7月28日 - 開始車站翻新工程[2]。
- 1991年（平成3年）10月5日 - 車站大樓翻新。現時2層高的車站大樓開始使用[2]。
- 1993年（平成5年）11月1日 - 設置可販賣回數票的自動售票機[2]。
- 1994年（平成6年）10月1日 - 設置3台自動閘機[2]。
- 1996年（平成8年）4月1日 - 愛環旅遊遷移至車站大樓內[2]。
- 1998年（平成10年）3月29日 - 車站大樓1樓設置總部分室[2]。
- 1999年（平成11年）10月24日  - 被選定為中部車站百選之一[2]。
- 2004年（平成16年）
  - 4月1日 - 下行月台增設升降機[2]。
  - 10月18日 - Free Spot開始使用。
- 2005年（平成17年）1月4日 - 車站無障礙化，3樓閘口開始使用[2]。
- 2006年（平成18年）4月1日 - 兒童110號之站（日语：こども110番の駅）開始運作[2]。
- 2008年（平成20年）
  - 1月27日 - 1號月台擴寬，上蓋部分延長。此站至三河豐田站之間的雙線化工程完成[2]。
  - 3月31日 - 愛環旅遊結業[2]。
  - 9月3日 - 設置列車緊急停止裝置（日语：列車非常停止装置）[2]。
- 2017年（平成29年）9月16日 - 設置多功能廁所[2]。
- 2019年（平成31年）3月2日 - 此站開始可以使用IC卡「TOICA」[4]。

## 構造
車站是一座高架車站，設有2面2線相對式月台。上行1號月台在愛知環狀鐵道開業時設置，國鐵岡多線延伸啟用時設置了下行2號月台（可容納8卡20米級車輛），當時只可容納4卡20米級車輛。月台寬度狹窄因此在早上變得十分擁擠。在2008年1月擴寬月台後有所改善，同時該工程也延長了上蓋。
在此站至三河豐田站之間成為雙線鐵路之際，北邊增設1條引上線。在2008年3月15日時間表修正起該處設有列車夜間停泊。另外，早上時段行走的穿梭列車也會使用該引上線折返。

### 月台
| 月台 | 路線            | 上下行 | 方向               | 月台可容納 |
| ---- | --------------- | ------ | ------------------ | ---------- |
| 1    | ■愛知環狀鐵道線 | 上行   | 三河豐田、岡崎方向 | 4卡        |
| 2    | ■愛知環狀鐵道線 | 下行   | 八草、高藏寺方向   | 8卡        |

2樓為車站大堂，該處設有檢票口、車站事務室和商店。而愛知環狀鐵道的旅行社「愛環旅行」於2008年3月尾結業。
在1994年秋天設置了自動閘機。這是在特定地方交通線由第三部分鐵道接管後首座車站增設自動閘機。後來同線的岡崎站、中岡崎站、北岡崎站、三河豐田站、八草站、瀨戶口站、瀨戶市站和高藏寺站也設置了自動閘機。
在2004年秋天，FREESPOT（公共無線WiFi服務）開始運作。

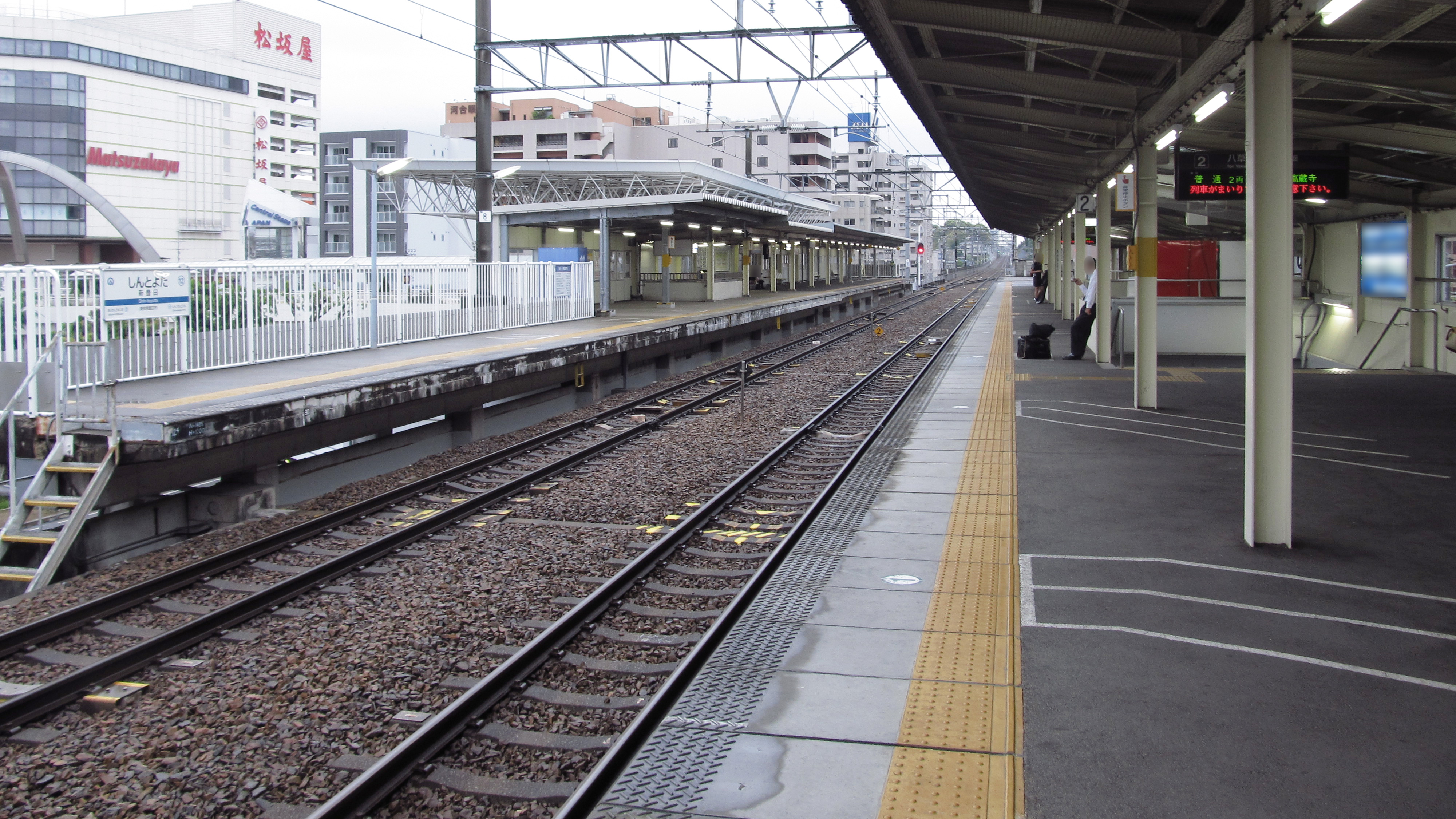
月台
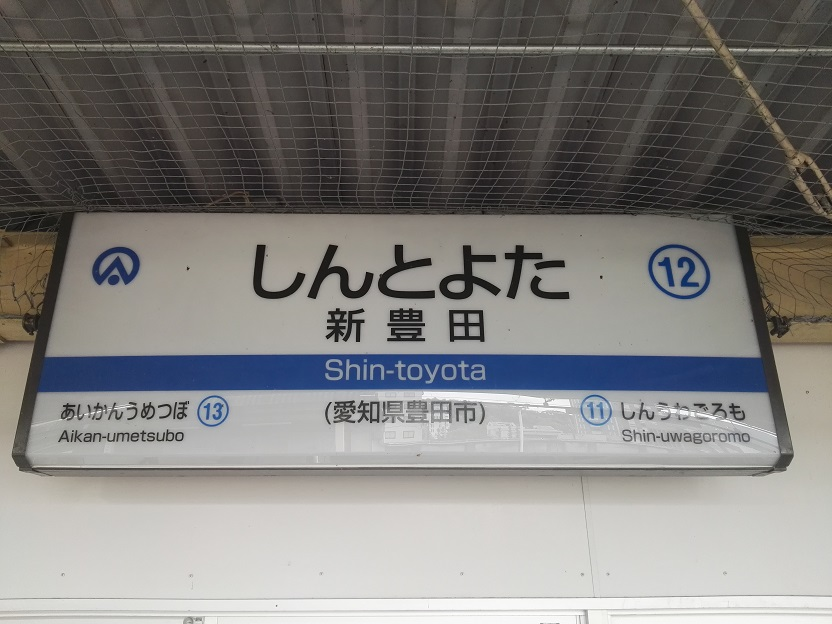
站名牌
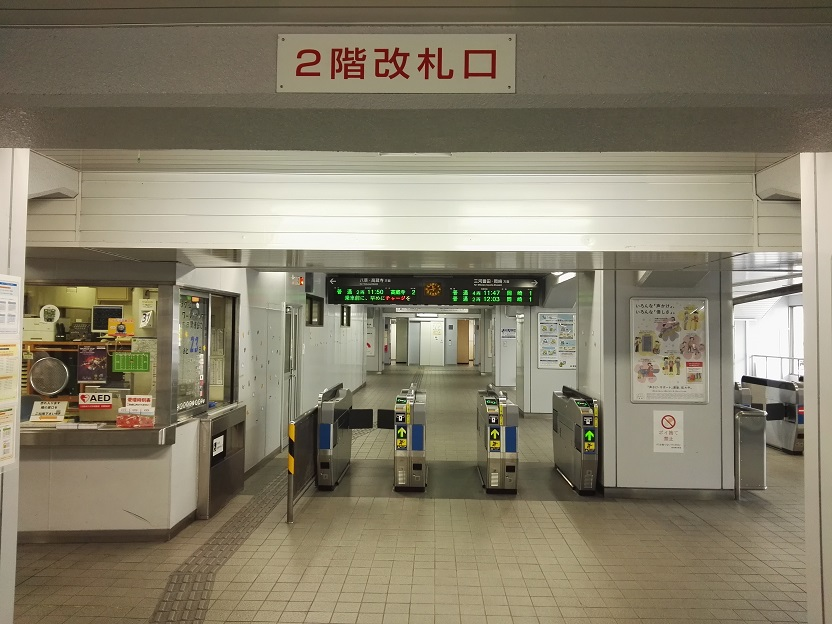
自動閘機(2樓)
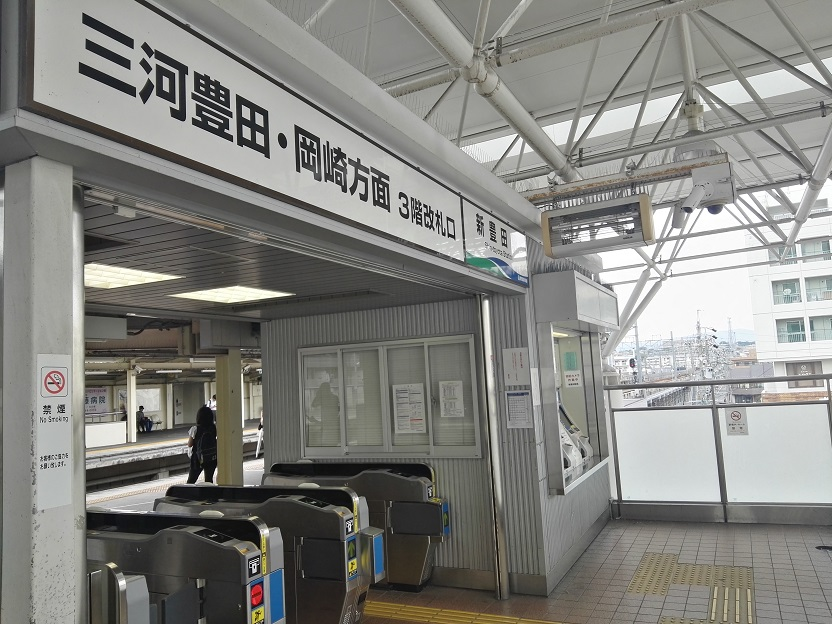
自動閘機(3樓)

### 配線圖
| ← 岡崎方向      | 三河豐田 - 新豐田雙線化時配線之變化 | → 高藏寺方向 |
| 图例 参考文献： |                                     |              |

### 出入口
出入口方面，2樓設有閘口，在3樓的上行1號月台側也有一處閘口。3樓閘口的設置是為了方便乘客轉乘名鐵三河線（豐田市站）而設。在2009年3月前，只於平日早上專用，當時只限入閘。現時變為整日可出入閘。但是3樓閘口處沒有聯員當值，因此需要補票或購入定期票的情況下需要使用2樓閘口。
此站與名鐵豐田市站之間設有行人天橋連接。由於行人天橋的高度位於2樓與3樓之間，因此2樓閘口與天橋之間設有升降機與扶手電梯，3樓與天橋之間只有升降機。
2號月台與閘口內之間設有升降機連接。在閘口外設有2座升降機連接3樓閘口、行人天橋、2樓閘口與地面。2樓閘口與上行1號月台之間沒有升降機連接。

## 使用狀況

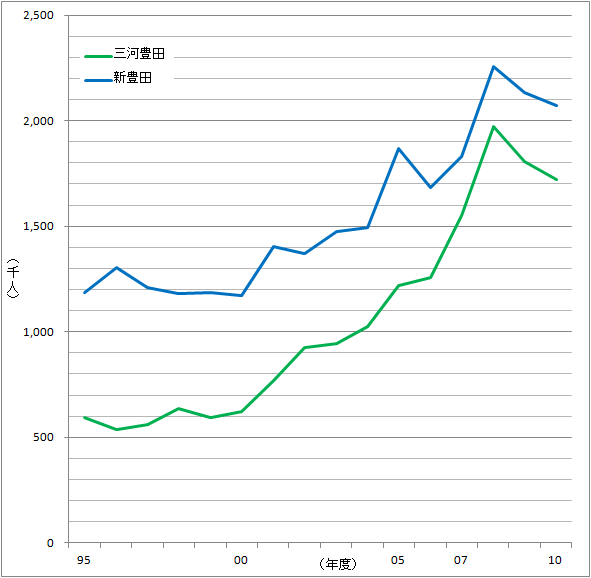
新豐田站（藍）和三河豐田站（綠）的一年乘車人次變化。

根據「豐田市統計書」和「移動等圓滑化取組報告書」，以下為1日平均使用人次列表。
| 年度               | 1日平均 上下車人次 | 參考資料 |
| ------------------ | ------------------ | -------- |
| 2002年（平成14年） | 7,747              | [ 9 ]    |
| 2003年（平成15年） | 7,883              | [ 9 ]    |
| 2004年（平成16年） | 8,424              | [ 9 ]    |
| 2005年（平成17年） | 10,002             | [ 9 ]    |
| 2006年（平成18年） | 9,402              | [ 9 ]    |
| 2007年（平成19年） | 10,240             | [ 10 ]   |
| 2008年（平成20年） | 12,070             | [ 11 ]   |
| 2009年（平成21年） | 11,381             | [ 12 ]   |
| 2010年（平成22年） | 11,367             | [ 13 ]   |
| 2011年（平成23年） | 11,512             | [ 14 ]   |
| 2012年（平成24年） | 12,010             | [ 15 ]   |
| 2013年（平成25年） | 12,626             | [ 15 ]   |
| 2014年（平成26年） | 12,417             | [ 15 ]   |
| 2015年（平成27年） | 13,568             | [ 16 ]   |
| 2016年（平成28年） | 14,167             | [ 17 ]   |
| 2017年（平成29年） | 14,915             | [ 18 ]   |
| 2018年（平成30年） | 15,447             | [ 19 ]   |
| 2019年（令和元年） | 15,694             | [ 20 ]   |
| 2020年（令和02年） | 9,571              | [ 21 ]   |

## 周邊
- 豐田市政廳（日语：豊田市役所）
- 豐田市站西出口市區重建大廈 - 步行約3分鐘
  - 松坂屋豐田店（日语：松坂屋豊田店）、T-FACE（日语：Tフェイス）、豐田捐血室（愛知縣紅十字血液中心（日语：赤十字血液センター））
- Gather（豐田市站東地區市區重建大廈） - 步行約3分鐘
  - MEGLiA Centre（日语：メグリアセントレ）、名鐵豐田酒店（日语：名鉄トヨタホテル）
- 參合館（日语：参合館）（豐田市民中為地區市區重建大廈） - 步行約5分鐘
  - 豐田市中央圖書館（日语：豊田市中央図書館）、豐田市能樂堂（日语：豊田市能楽堂）、豐田市音樂廳（日语：豊田市コンサートホール）等
- COMO square（日语：コモ・スクエア）（豐田市站前通南地區市區重建大廈） - 步行約3分鐘
  - 豐田城堡酒店（日语：ホテルトヨタキャッスル）、ilex SPORTS CLUB（日语：アイレクススポーツクラブ） PREMIA、TBC（日语：TBCグループ）、羅森等
- 豐田產業文化中心（日语：豊田産業文化センター）
  - 豐田科學體驗館、豐田國際交流協會（TIA）、豐田市青少年中心、豐田中日文化中心等
- 豐田商工會議所會館
- 豐田市美術館（日语：豊田市美術館） - 步行約15分鐘
- 豐田體育場 - 步行約17分鐘
- VITS豐田鎮（日语：VITS豊田タウン）
- Kewpie（日语：キユーピー）舉母工場
- 豐田市站 - 名鐵三河線
- 毘森公園
- 愛知縣立豐田東高等學校（日语：愛知県立豊田東高等学校）
- 愛知縣立豐田西高等學校（日语：愛知県立豊田西高等学校）
- 愛知縣立豐田北高等學校（日语：愛知県立豊田北高等学校）
- 國道153號 (日本)（豐田東西線、豐田南北線）
- 國道155號（日语：国道155号）（櫸樹通）
- 國道248號（日语：国道248号）（豐田南北線、櫸樹通）
- 國道419號（日语：国道419号）（豐田南北線）
- 愛知縣道520號豐田東鄉線（日语：愛知県道520号豊田東郷線）（舉母街道）

### 巴士路線
市內的巴士路線於名鐵豐田市站東出口和西出口出發，並且由名鐵巴士營運。
車站東出口設有巴士站，停靠的路線為前往東京和[[名古屋站#名古屋站太閤通出口|名古屋}}的夜行高速巴士（Dream名古屋號）。另外，新豐田站西巴士站在2014年4月1日新設，停靠的巴士路線為豐田Oiden巴士的保見、豐田線（北出口步行1分鐘）。

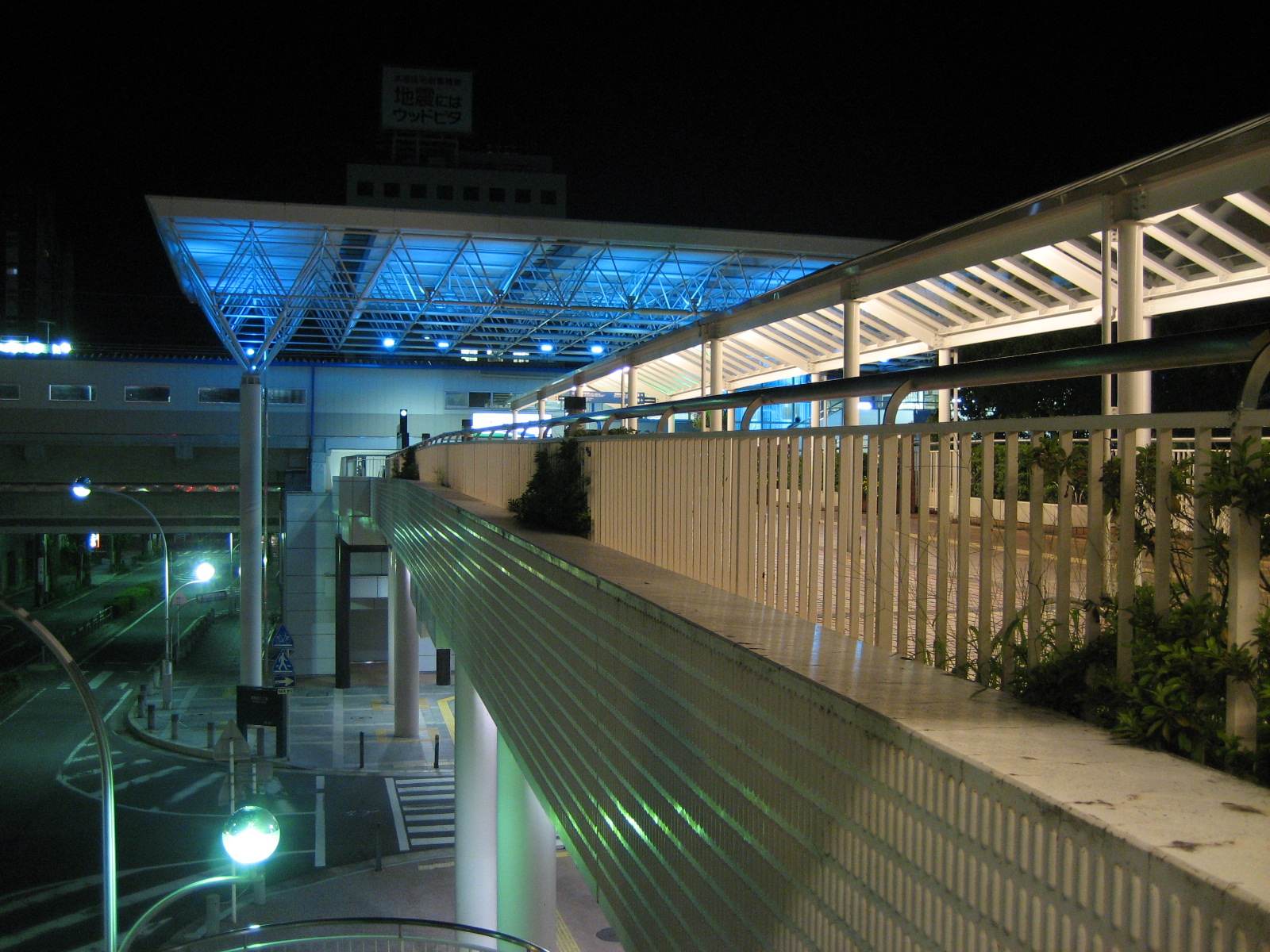
新豐田站的夜景
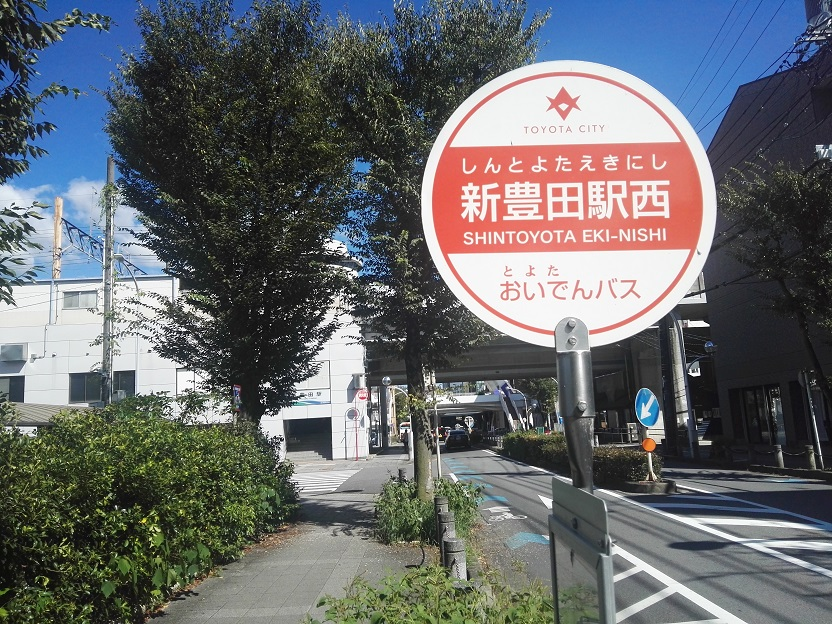
Oiden巴士 巴士站

## 相鄰車站
愛知環狀鐵道
愛知環狀鐵道線
新上舉母（11）－新豐田（12）－愛環梅坪（13）

## 外部連結
- 新豐田站資訊 （页面存档备份，存于）（日語） - 愛知環狀鐵道